# Joséphine Fodor-Mainvielle
Joséphine Fodor-Mainvielle (ur. 13 października 1789 w Paryżu, zm. 14 sierpnia 1870 w Saint-Genis-Laval) – francuska śpiewaczka, sopran.

## Życiorys
Córka Josephusa Andreasa Fodora. Na scenie zadebiutowała w 1808 roku w Petersburgu w Le cantatrici villane Valentina Fioravantiego. W 1814 roku śpiewała w Opéra-Comique. W latach 1816–1818 występowała na deskach King’s Theatre w Londynie. Odnosiła też sukcesy w Wenecji, Neapolu i Wiedniu. W 1825 roku podczas przedstawienia Semiramidy Gioacchina Rossiniego w Paryżu doznała załamania głosu i wyjechała na rekonwalescencję do Neapolu. Po nieudanych próbach powrotu na scenę w 1828 i 1831 roku zakończyła karierę.
W 1857 roku opublikowała pracę Réflexions et conseils sur l’art du chant.